# Allerheiligen-Kapelle (Grenchen)

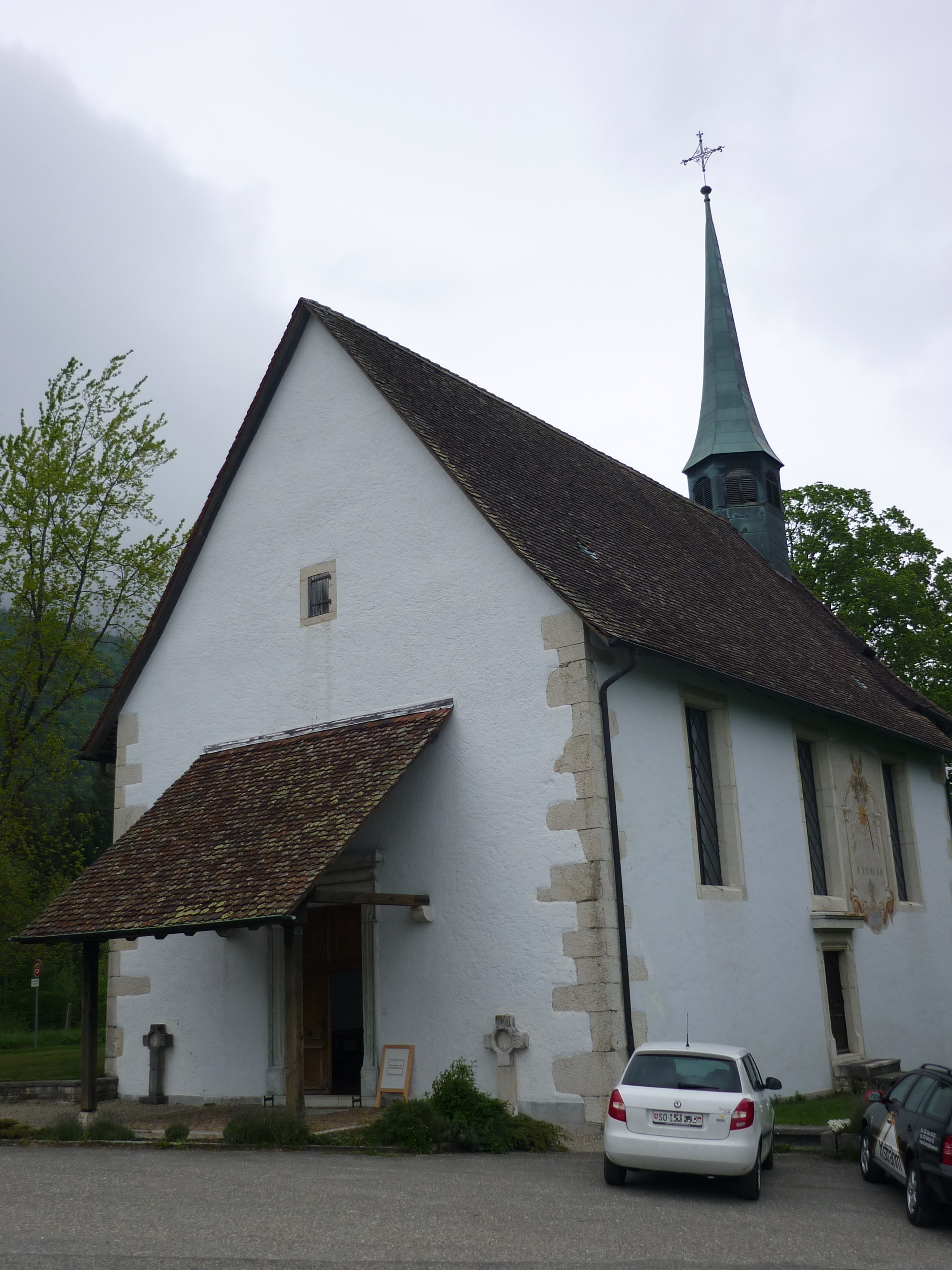
Allerheiligen-Kapelle Grenchen

Die Allerheiligen-Kapelle, umgangssprachlich auch «Chappeli» genannt, steht an der Allerheiligenstrasse 214 in Grenchen im Schweizer Kanton Solothurn.  Sie wurde in den Jahren 1682 und 1683 erbaut. Sie besitzt eine reichhaltige barocke Ausstattung, mit drei markanten, reich verzierten Barockaltären aus dem Jahr 1700. Dabei ziehen die Bänke Aufmerksamkeit auf sich, da sie bereits vom Gemeinen Nagekäfer befallen sind und noch aus dem Baujahr 1683 stammen. Die Kapelle ist ein beliebter Hochzeitsort.

## Geschichte

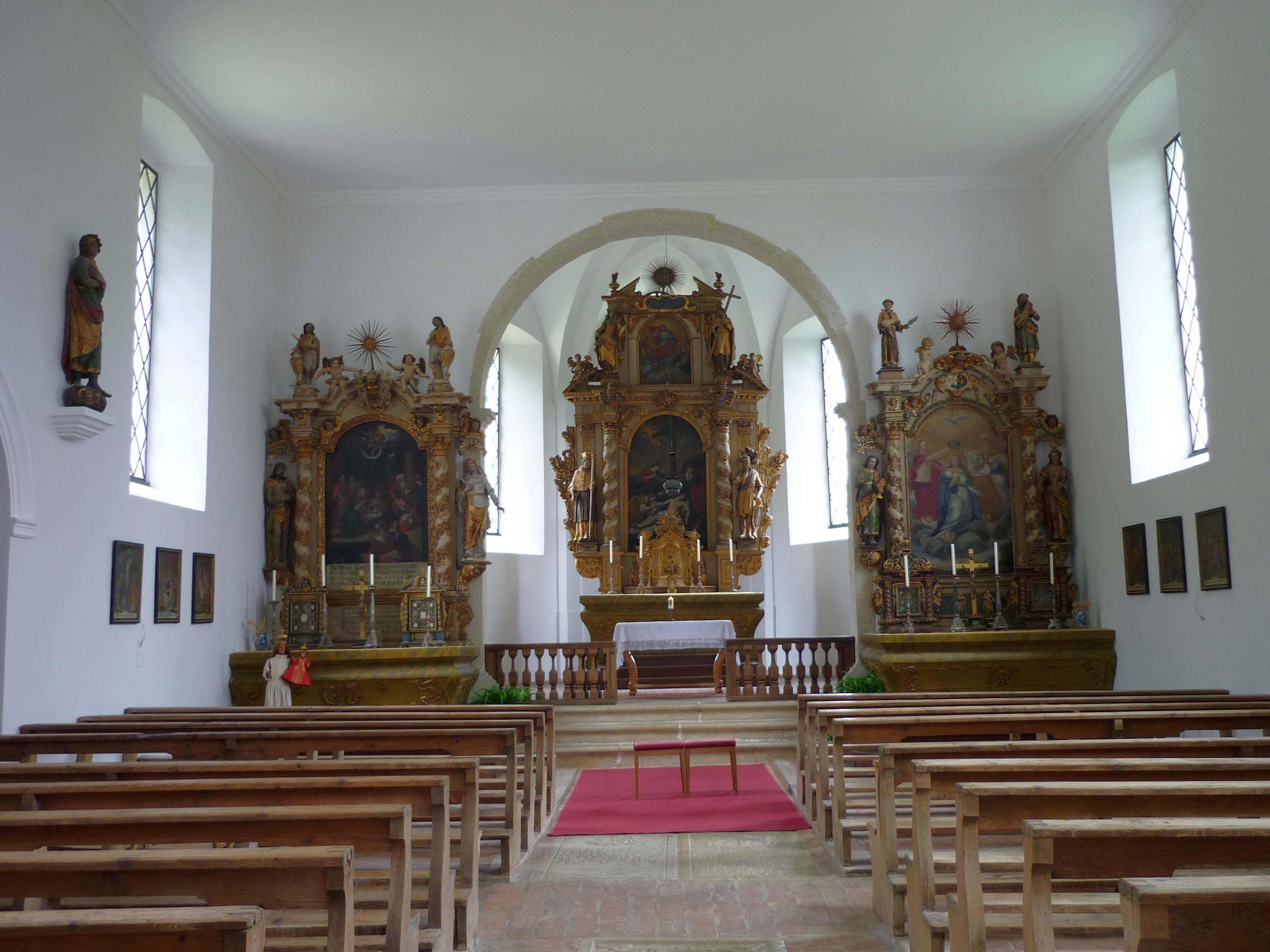
Innenausstattung

Französische Truppen plünderten 1798 die gesamte Kapelle. Der letzte Kaplan der Allerheiligenkirche, Peter Kaspar Lorenz, trat 1807 zurück. Das Kaplaneihaus wurde 1811 verkauft und befindet sich seither in Privatbesitz. Die Christkatholiken feierten von 1882 bis 1902 im «Chappeli» ihre Gottesdienste. Eine angebaute Scheune wurde 1900 zu einem Mehrfamilienhaus umgebaut und existiert heute nicht mehr.

## Glocken
Die Allerheiligen-Kapelle besitzt zwei Glocken, eine grosse auf der rechten Seite und eine kleinere auf der linken. Sie müssen manuell betätigt werden und sind heute nur noch für Hochzeiten im Einsatz.

## Sanierungen
Im Jahr 1754 wurde die alte Seitenkapelle saniert und mit einem neuen Altar ausgestattet. Als 1864 die Decke der Kapelle restauriert wurde, kam das Bild einer Madonna von Hans Holbein dem Jüngeren aus dem Jahr 1522 zum Vorschein. Heute befindet sich das Gemälde, das den Namen Solothurner Madonna trägt, im Kunstmuseum Solothurn. Im Jahr 2000 wurde eine seit langem notwendige Innen- und Aussenrenovation durchgeführt. Seit diesem Zeitpunkt steht die Kapelle auch wieder der Bevölkerung offen, wobei jedoch Öffnungszeiten festgelegt wurden.

## Gleichnamiges Restaurant
Im Jahr 2014 wurde an der Allerheiligenstrasse 218 neben der Allerheiligen-Kapelle das Ausflugsrestaurant «Chappeli» eröffnet.